# NGC 5239
NGC 5239 је спирална галаксија у сазвежђу Волар која се налази на NGC листи објеката дубоког неба.
Деклинација објекта је + 7° 22' 11" а ректасцензија 13h 36m 26,3s. Привидна величина (магнитуда) објекта NGC 5239 износи 13,4 а фотографска магнитуда 14,2. NGC 5239 је још познат и под ознакама UGC 8589, MCG 1-35-15, CGCG 45-40, IRAS 13339+0737, PGC 48023.